# Лигурски Апенини
Лигурските Апенини (среща се и като Лигурийски Апенини) (на италиански: Appennino Ligure) се явяват крайната северозападна част на Апенинските планини в Италия.
Простират се на протежение около 140 km и представляват изпъкнала на север дъга, покрай северния бряг на Генуезкия залив на Лигурско море. По-голямата им част е разположена на територията на област Лигурия, а северните им склонове попадат в областите Пиемонт, Емилия-Романя и Тоскана. На запад чрез прохода Кадибона се свързват с Лигурските Алпи, на изток чрез прохода Ла Чиза – с Тоскано-Емилианските Апенини, а на югоизток долината на река Магра ги отделя от Апуанските Алпи. Цялата верига се състои от няколко кулисообразно разположени хребети с максимална височина връх Маджораска (1803 m), издигащ се на североизток, на територията на Емилия-Романя. Изградени са основно от шисти, пясъчници, варовици, серпентинити и чакъли. Южните им склонове стръмно се спускат към брега на Генуезкия залив, като образуват живописни носове и полуострови в източната част на Италианската Ривиера, а северните са полегати и постепенно потъват в Паданската низина. На юг текат къси и бурни през зимата реки (най-голяма Магра), а на север от планината водят началото си няколко десни притоци на река По – Таро (с притока си Чено), Нуре, Требия и др. и Бормида (десен приток на Танаро). Крайбрежните райони са заети от вечнозелени гори и храсти, паркови насъждения и лозя, а по-високите части са покрити с широколистни (дъб, кестен, бук) и борови гори. През централната им част от юг на север са пресечени от жп линията и автомагистралата от Генуа за Милано.